# Althias
Althias (grec moderne : Ἀλϑίας ; fl. 530) était un commandant militaire Hun dans l'Empire byzantin. Il est connu pour avoir vaincu Iaudas, roi des Maures, et son armée avec seulement 70 hommes.

## Biographie
Il commanda les auxiliaires huns de l'Empire byzantin vers 530 apr. J.-C..
Il combattit pour les Romains dans les guerres des Maures, et y accomplit l'exploit de vaincre Iaudas, roi des Maures, et ses troupes avec seulement 70 cavaliers. Il conduisit ses soixante-dix hommes à capturer une source située près de l'endroit où Iaudas et sa troupe attaquaient. Les Maures atteignirent la source assoiffés et Althias, qui voulait récupérer quelques prisonniers, refusa la moitié de leur butin en échange de leur permettre l'accès à source, proposant que lui et le roi des Maures combattent en combat singulier . Les Maures acceptèrent le défi, car Althias était maigre et petit, alors que Iaudas était leur meilleur guerrier. Ils combattirent à cheval. Iaudas lui lança sa lance mais Althias, à la surprise des Maures, la rattrapa de sa main droite. Althias, qui était ambidextre, saisit alors son arc de l'autre main, tira immédiatement et tua le cheval de Iaudas. Les Maures apportèrent à leur roi un autre cheval, il sauta dessus et partit au galop. Toute l'armée s'enfuit avec lui, et les Huns récupèrent à la fois les captifs et le butin.
Procope raconte qu'à cause de cet acte, il devint célèbre dans toute l'Afrique.

## Étymologie
Son nom est d'origine turque. Le linguiste László Rásonyi l'a comparé au patronyme kazakh Altyev et a énuméré de nombreux noms de clans et noms personnels contenant altï comme premier élément (par exemple Altybai, Altyortak, Altyate) .